# 26604 Ensign
26604 Ensign este o planetă minoră (asteroid), cu un diametru de 7 km, din centura de asteroizi. A fost descoperită pe 27 martie 2000 la Stația Anderson Mesa de Lowell Observatory Near-Earth-Object Search. 
Obiectul prezintă o orbită caracterizată de o semiaxă mare de 2,8909128 UAi, o excentricitate de 0,35, o înclinație de 15,11722 ° în raport cu ecliptica.